# Chinocossus hunanensis
Chinocossus hunanensis is een vlinder uit de familie van de Houtboorders (Cossidae).De wetenschappelijke naam van de soort is voor het eerst gepubliceerd in 1940 door Franz Daniel.
De soort komt voor in China (Hunan, Jiangxi, Anhui, Guangxi).